# Brunettia autumna
Brunettia autumna és una espècie d'insecte dípter pertanyent a la família dels psicòdids.

## Descripció
- La placa subgenital de la femella presenta un parell de lòbuls ben separats.[6]

## Distribució geogràfica
Es troba a Àsia: és un endemisme de Taiwan.